# Kirche Trantow

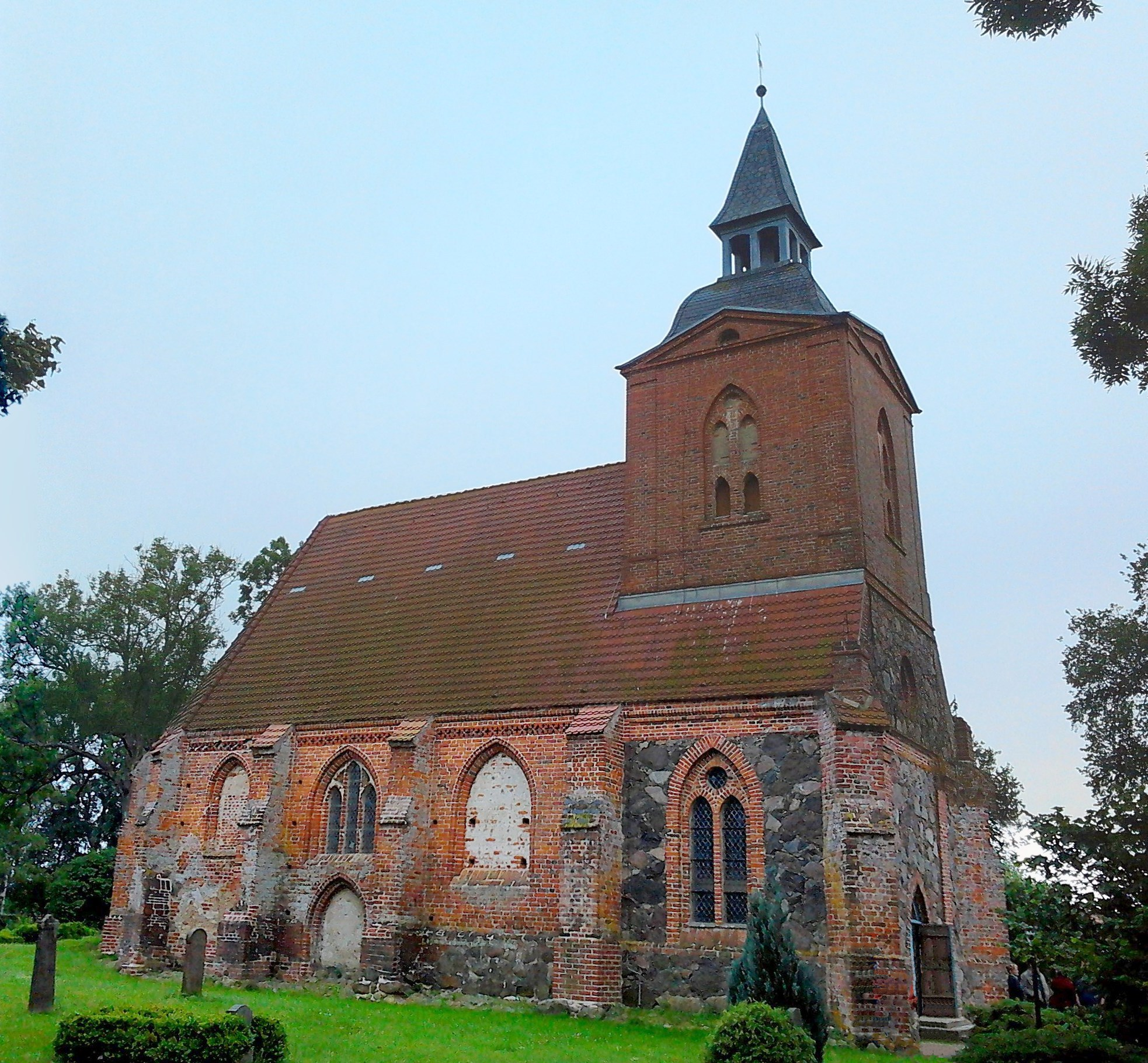
Kirche Trantow

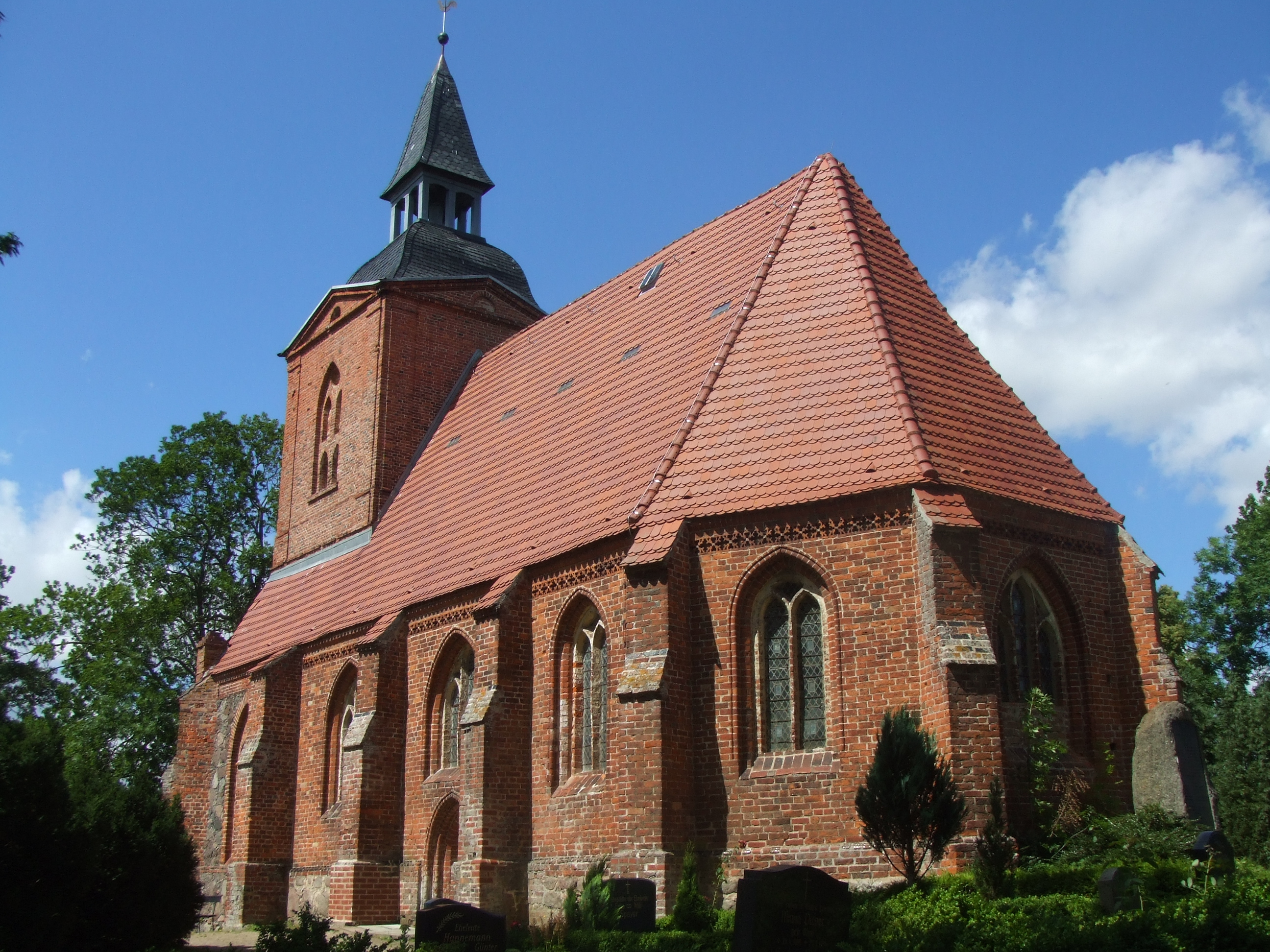
Südseite und Chor

Die Kirche Trantow befindet sich im ehemals selbständigen Teilort der Gemeinde Sassen-Trantow im Landkreis Vorpommern-Greifswald in Vorpommern. Sie gehört zur Kirchgemeinde Gülzowshof in der Propstei Demmin im Pommerschen Evangelischen Kirchenkreis der Evangelisch-Lutherischen Kirche in Norddeutschland. Bis 2012 gehörte sie zum Kirchenkreis Demmin der Pommerschen Evangelischen Kirche.

## Gebäude
Die Saalkirche wurde um 1400 dreijochig aus Backstein erbaut. Das Sockelgesims ist glasiert. Unter dem Hauptgesims befindet sich ein durchbrochener Formsteinfries. Die Spitzbogenfenster sind zwei- und dreibahnig mit gemauerten Pfosten. Die Gewände sind als eingestellter Dreiviertelstab mit Fase ausgeführt, ähnlich wie die gestuften Gewände der Portale auf der Nord- und Südseite. Das Nordportal ist zugesetzt.
1834 wurden das aus glatt gehauenen Feldsteinen bestehende Westjoch und der Dachturm aus Backstein errichtet. Dabei wurde eine Nordsakristei abgebrochen. Im westlichen Joch befinden sich zweiteilige Fenster mit Ochsenauge im Scheitel. Backsteinpilaster flankieren das Westportal. Der Dachturm ist durch Pilaster gegliedert. Spitzbogenblenden mit Scheitelkreis beinhalten kleine, paarweise angeordnete Schallöffnungen und Blenden. Die Seiten des Turmes sind durch flache Dreiecksgiebel bekrönt. Die Turmhaube mit Laterne und Pyramide ist schiefergedeckt.

## Ausstattung
Von der ursprünglichen Ausstattung aus der Zeit um 1400 sind noch zwei Schnitzfiguren erhalten, die Maria und Johannes den Täufer darstellen. Ein Korpus des Gekreuzigten wurde wohl Ende des 15. Jahrhunderts gefertigt. Die Kanzel wird auf das 17. Jahrhundert datiert. Um 1700 wurde der Altaraufsatz gefertigt. Auf ihm befinden sich zwei Gemälde, wahrscheinlich aus dem Jahr 1709. Das eine zeigt zwischen Säulen mit gemalter Marmorierung das Pfingstwunder, das andere im Sockel das Abendmahl Jesu. Altargehege und Patronatsgestühl stammen aus der gleichen Zeit. Das Pastorengestühl wurde im 18. Jahrhundert hergestellt. Im 19. Jahrhundert wurde die Westempore mit durchbrochenen Dreipassarkaden gebaut.
Die Orgel aus der Werkstatt des Stralsunder Orgelbauers Friedrich Albert Mehmel wurde 1865 eingebaut. Sie hat einen neugotischen Prospekt mit Dreiblättern.
In den Fenstern befinden sich 19 Kabinettscheiben aus dem 17. Jahrhundert mit Bildnissen, Wappen und Hausmarken.
Das Geläut besteht aus einer um 1970 gegossenen Glocke aus Stahl in einem freistehenden Glockenstuhl auf dem Kirchhof.